# 新晃侗族自治县
新晃侗族自治县，簡稱新晃县，舊稱晃县，坐落在湖南省西南边缘、怀化市西南部，是怀化市辖自治县。辖域面积1,511平方公里，总人口約26万人。县治晃州镇。

## 历史
新晃侗族自治县的历史可以追溯到150万—70万年前，1976年考古在新晃侗族自治县发现了史前生物化石面积层，包括大熊猫、剑齿象、巨蜥、中国犀、猪、牛豪猪、鹿、熊、竹鼠等10余种动物化石。新晃侗族自治县的旧石器遗址则发现了文物100多件，主要是砍、砸器物，还有刮、削器具，如石核、石斧等，证明了10万—5万年前新晃侗族自治县就有人类活动。新晃侗族自治县的新石器遗址发现了大量螺壳，还有牛牙、兽骨、陶片、磨制的石斧、石锛，距今约5000年。
夏朝、商朝、周朝属荆州。
春秋战国时期属楚国。
秦朝属黔中郡。
西汉属武陵郡无阳县。东汉属辰阳县。
三国时期属吴国（孙吴）荆州武陵郡舞阳县。
晋朝也属荆州武陵郡舞阳县。
南北朝属梁国（南梁）南阳郡龙标县。
隋朝属沅陵郡龙标县。
唐朝贞观八年（634年），龙标县分出夜郎县，此地属夜郎县。天授二年（691年），夜郎县分出渭溪县，此地属渭溪县。长安四年（704年），沅州夜郎县、渭溪县设立舞州。开元十三年（725年），舞州改名鹤州。开元二十三年（735年），鹤州改名业州。大历五年（770年），业州改名奖州，龙溪郡建立，管辖峨山县、渭溪县和梓姜县。同时，唐朝政府设置了晃州羁縻州，此地部分地区就属于晃州羁縻州。
五代时期，田汉权（田氏）占据了奖州，改名晃州，州治所由今天的凉伞镇迁移至老晃城。
北宋淳化二年（991年），田氏归顺北宋政府，仍旧是晃州羁縻州。熙宁七年（1074年），北宋政府收复了17个州，设立沅州，以唐朝时期的潭阳县设置卢阳县，此地属卢阳县。
元朝至元十三年（1276年），沅州安抚司设立，第二年（1277年）改名沅州路。元朝末年，农民首领李兴祖带领数万侗族攻打沅州府，开仓放粮。
明朝时期，此地属沅州，晃州驿、晃州巡检司设立。明朝嘉靖、万历年间，贡溪、西溪等地侗族农民起义，反抗政府横征暴敛。
清朝乾隆元年（1736年），沅州改名沅州府，芷江县设立，此地属芷江县，在今天的凉伞镇派驻通盘一员。乾隆三年（1738年），晃州驿裁撤，凉山巡检司建立。嘉庆二十年（1817年），芷江县划出6里设立晃州直隶厅，属辰沅道。嘉庆年间，扶罗等地农民起义，驱逐贪官。咸丰四年（1854年），在太平天国运动的影响下，姜芝灵带领5000余侗族农民起义，在贡溪、中寨、扶罗、凉伞一带攻破地主武装，清军龟缩在城内不敢出战。同治元年（1862年），起义军和贵州省姜映芳领导的侗族农民起义军和张秀眉领导的苗族农民起义军组成联军，攻占天柱县，挥师东进，在沅州大破清军“飞字营”，太平天国失败后，清政府派兵剿灭农民起义，起义军一直坚守到1874年。
1913年，废除晃州直隶厅，设立晃县。1921年中国共产党成立后，共产主义迅速传播到晃县，1927年，田嘉敏、姚伯阳、姚季卿等中国共产党党员领导了晃县的反帝反封建斗争和农民运动，这年秋季，他们遭到军阀犹国才的逮捕，12月6日在老晃城观音阁前英勇就义。1936年1月，任弼时、贺龙、关向应、萧克、王震等率领中国工农红军二、六军团长征经过晃县。1月2日，红军进入晃县，没收土豪劣绅的钱粮分给贫苦人民。1月4日，任弼时、贺龙在龙溪口“春和瑞”屋内召开军事会议，部署“便水战役”。5日和6日，红军一举击败国民革命军章亮基的两个团。8日，红军全部进入贵州省境内，只在晃县停留了6天。1938年8月，晃县政府去凉伞征兵，遭到200多名壮丁的反抗示威。1939年，晃县侗族人民发起了“三抗”（抗丁、抗役、抗税）武装革命，当时人口11万的晃县，每个月征兵66名，之后增加到85名，占总人数1%。1939年3月，晃县政府派常备队一中队长率领士兵去征兵，遭到壮丁反抗抵制，“三抗”武装革命推举杨位三、杨圭洁为正副指挥，杨百干为参谋长，刘哈三为总队长，宣传革命，震动了湖南省政府和鄂湘川黔边区绥靖公署，7月调遣宪兵九团二营、教导团两个队、迫击炮一排、自卫团两个排，从贵州省清溪、玉屏等地向凉伞围剿，100多名起义军群众相继遭到杀害。
1949年11月7日，中国人民解放军陆军占据晃县，11月10日晃县人民政府成立，属会同专区。1950年春季，剩余国民政府残余势力趁着中国人民解放军进军大西南的时候，在凉伞建立“湘鄂桂边区反共游击总指挥部”，杀害军人和群众100余人，抢走耕牛300余头，烧毁房屋400余栋。之后，中国人民解放军第47军140师410团奉命镇压，清除5000余国民政府残余势力。1951年2月，晃县开展“土地改革和社会主义改造”，使得贫苦农民取得了土地。1952年8月，会同专区改名芷江专区，同年11月，芷江专区改名黔阳专区。1953年，农业生产合作社陆续建立，到1956年8月基本完成农业的社会主义改造。同时，晃县人民政府对手工业和私营资本主义工商业开始社会主义改造。1956年12月5日，“新晃侗族自治县”成立。1958年，因“左”倾错误的影响，忽视客观经济规律，生产上大搞“高指标”“瞎指挥”“浮夸风”和“共产风”，大大挫伤了人民的生产积极性。1960年，新晃侗族自治县落实中央人民政府下达的“调整、巩固、充实、提高”的方针，防止了“五风”的蔓延。1966年，文化大革命爆发，新晃侗族自治县各级机关一度处于瘫痪状态，大批干部、知识分子、群众受到冲击、迫害，工厂停产，农民生产放任自流，在农村开展的“割资本主义尾巴”运动，大大挫伤了农民的积极性，使得农村经济遭受巨大损失。1981年7月，黔阳地区改名怀化地区，1997年怀化地区建立怀化市，新晃侗族自治县属怀化市。

## 地理
新晃侗族自治县坐落在湖南省西部，沅江一级支流㵲阳河中流，东连芷江侗族自治县，南临贵州省天柱县、三穗县，西接贵州省镇远县、玉屏侗族自治县，北靠贵州省铜仁市万山区。南北宽42.3千米，东西长52.5千米。新晃侗族自治县面积1508平方千米，占湖南省面积的0.72%，其中1485.23平方千米是陆地，22.77平方千米是水域。新晃侗族自治县的地图形状像个楔子，北、西和南三面全部深入贵州省境内，若把湖南省的形状看做一个面向西面的少女头像，则新晃恰是其突出的“鼻子”。

### 地貌
新晃侗族自治县的主要地貌是山地。东南、西南和北部地势高，东北地势低，位于云贵高原苗岭山脉余脉延伸末端，雪峰山脉以西，武陵山脉以南，是中国第二阶梯到第三阶梯过渡地带。新晃侗族自治县海拔一般是400米至800米之间，东南部最高点天雷山海拔1136.3米，连接1000米以上的山峰14座，形成了东南屏障。西南部美岩破海拔1101.5米，连接海拔1000米以上的山峰11座。北部武陵山余脉缓缓下降到㵲阳河，波洲镇江口村是新晃侗族自治县最低点，海拔只有287.7米，因这里属溪水平原、灰岩岗地分布区，历代都是政治、经济、文化、交通中心。
新晃侗族自治县的次要地貌是丘陵、平原，占新晃侗族自治县面积的10%，坡度小、山丘平缓、开阔、土层厚，主要分布在溪、河两岸，是林业和农业开发地。

### 气候
新晃侗族自治县属亚热带季风气候，四季分明，降水充沛，山地气候明显，温和而湿润。年平均气温16.6℃，7月最热，平均气温27.5℃，1月最冷，平均气温5℃，温差22.5℃。新晃侗族自治县的冰冻期、降雪期很短，每年只有5至10天，20天以上非常罕见。无霜期长，年平均302天，年平均降水量1160.7毫米，主要是春季和夏季。

### 河流
新晃侗族自治县拥有268条大大小小的溪流、河流。㵲阳河是境内最大的河流，发源自贵州省福泉县罗柳塘，由西向东横贯新晃侗族自治县。㵲阳河的支流平溪、西溪也流经新晃侗族自治县。中和溪从新晃侗族自治县东南部经芷江侗族自治县流入清水江。龙溪自北向南在新晃侗族自治县注入㵲阳河。

### 湖泊
朝阳水库是新晃侗族自治县主要的水库。

### 山
新晃侗族自治县拥有高达1000米以上的山25座以上，天雷山是最高点，海拔1136.3米；美岩破海拔1101.5米。

## 政治

### 现任领导
| 机构     | · 中国共产党 · 新晃侗族自治县委员会 · 书记 | 新晃侗族自治县 县长 | 新晃侗族自治县人民代表大会 常务委员会 主任 | · 中国人民政治协商会议 · 新晃侗族自治县委员会 · 主席 |
| -------- | ------------------------------------------ | ------------------- | ------------------------------------------ | ---------------------------------------------------- |
| 姓名     | 杨鹏                                       | 周重颜              | 潘世新                                     | 田新益                                               |
| 民族     | 侗族                                       | 汉族                | 侗族                                       | 汉族                                                 |
| 籍贯     | 湖南省会同县                               | 湖南省溆浦县        | 不明                                       | 湖南省新晃侗族自治县                                 |
| 出生日期 | 1977年10月（47歲）                         | 1975年5月（49歲）   | 不明                                       | 1970年1月（55歲）                                    |
| 就任日期 | 2021年6月                                  | 2021年5月           | 2021年                                     | 2020年11月19日                                       |

### 行政区划
新晃侗族自治县下辖9个镇、2个民族乡：
波洲镇、鱼市镇、凉伞镇、扶罗镇、中寨镇、晃州镇、林冲镇、贡溪镇、禾滩镇、步头降苗族乡和米贝苗族乡。

## 经济
2017年，新晃侗族自治县的国民生产总值是55.7亿元人民币，位列湖南省第81位。
全县国内生产总值为99,248万元（2004年）。
牛肉、烟草、樟脑被誉为“夜郎三宝”，是新晃侗族自治县的特产。

### 农业
新晃侗族自治县属亚热带季风湿润气候，雨量充足，气温较高，适合动植物生长，农林牧和水资源丰富。中华人民共和国以前，新晃侗族自治县农业是“刀耕火种”，农业工具原始简单，清朝《晃州厅志》记载：“秋收之后，无论丰歉，各乡之民携妻子俱赴深山盖草寮采蕨，盖欲存贮田谷，以俟来年春作。”中华人民共和国成立后，新晃侗族自治县改进和推广先进农业生产技术，走向农业现代化。水稻、红薯、马铃薯、玉米是主要粮食作物。烤烟、油菜、蔬菜（包括菠菜、莴笋、韭菜、蒜、姜、芋头、辣椒、茄子、丝瓜、冬瓜、南瓜、茼蒿、苋菜等）、水果（包括柑橘、草莓、西瓜、葡萄、桃、李、梨）是主要经济作物。

### 林业
新晃侗族自治县的地域是“八山半水分半田”，山地多，林业资源丰富，主要有木本植物94科，244属，584种，其中乔木203种，灌木324种，藤木44种，竹类13种，另外还有银杏、苦木、南方红豆杉、红毛椿、铁尖杉、杜仲、香果、蓝果等珍贵树种。

### 畜牧业
新晃侗族自治县多山地，饲料、牧草丰富，利于畜牧业发展，主要养殖对象包括：猪、牛、羊、鸡、鸭、鹅。水产养殖包括稻田养鱼、网箱养鱼。本地著名品种有：凉伞猪、马头羊、贡溪鸡。其中，新晃黄牛肉闻名中国。

### 工业
新晃侗族自治县矿产资源丰富，利用本地资源发展地方工业。民国时期，新晃侗族自治县主要生产窑货、砖瓦、造纸、毛巾、布匹、袜子、印刷品等。中华人民共和国建立后，新晃侗族自治县扩展了生产领域，包括：机械制造、印刷、卷烟、针织棉、服装加工、酿酒、制糖、食品加工、建筑建材、化工、电力、无线电、皮革加工、采矿、竹木加工、银饰加工等。新晃钻石厂的钻石玻璃刀远销沙特阿拉伯、马来西亚、德国和香港；水泵厂的150-33型水泵远销南亚国家；汽车配件厂的化油器质量优良畅销中国。

### 采矿业
新晃侗族自治县的矿产资源丰富，主要有：汞、铁、铜、锌、钒、铅、镍、金、银、钾、磷、石煤、石灰石、重晶石、钾长石。汞矿在明朝就已经开采，清朝咸丰、同治年间大量开采。重晶石含量2.8亿吨，钾长石9亿吨，是中国特大矿床，被誉为“中国重晶石之都”“中国钾长石之都”。其中，重晶石远销日本、德国和美国。

## 人口
根據第七次人口普查數據，截至2020年11月1日零時，新晃侗族自治縣常住人口為220775人。
在2017，新晃侗族自治县人口数量是259,016人，其中41,538是非农人口，217,478是农业人口，该年度新生人口3,086人。出生率11.9‰，该年度死亡人数4,449人，死亡率是17.15‰。
根据2013年的数据，侗族人口216,800人（80.13%），汉族人口35,600人（13.15%），苗族人口17,300人（6.36%）。
| Ethnicity | 1955   | 1982   | 1990   | 2000  | 2013  |
| --------- | ------ | ------ | ------ | ----- | ----- |
| 侗族      | 62.21% | 73.89% | 75.49% | 80.13 | 80.13 |
| 汉族      | 35.67% | 19.7%  | 16.92% | 12.44 | 13.15 |
| 苗族      | 1.8%   | 6.27%  | 7.35%  | 7.07% | 6.36  |
| 回族      | 0.08%  | 0.11%  | 0.12%  | 0.13% |       |

全县总人口为258,165人（2004），其中非农业人口33833人；侗族占总人口比例超过70％，苗族超过5％。

## 语言文字
新晃侗族自治县的官方语言是汉语普通话，官方文字是汉字简体字。少数民族日常沟通使用本民族语言。

## 宗教信仰
新晃侗族自治县的侗族信仰“万物有灵”，日、月、星辰、雷、风、雨、电、山川、石、溶洞都是侗族的崇拜对象，同时，侗族崇拜自己的祖先，一般宗族建有祠堂，经常祭祖，此外，侗族还崇拜传说中的英雄、法师，雷祖、五猖、南岳都是其崇拜对象。
佛教很早就传入新晃侗族自治县，在清末民初达到了顶峰，20世纪20年代，新晃侗族自治县就有24座佛寺庵堂。
基督教传入新晃侗族自治县是在民国时期，外国传教士在此建立了福音堂，现在中寨镇、凉伞镇都有教堂。
伊斯兰教在清朝康熙年间随着回族的迁徙入晃州定居而传入，最早的阿訇是蔡定安，现在的犀角洞村、蔡家村有清真寺。

## 教育
2017年，新晃侗族自治县有2所高级中学（包括新晃县第一中学），11所初级中学，18所小学，22所幼稚园。

## 交通
- 沪昆铁路
- 沪昆高铁：设有高铁站点新晃西站。
- 沪昆高速
- 320国道

## 旅游景点
新晃侗族自治县的主要自然景点有：夜郎谷、黄家垅森林公园、天雷山、凉伞温泉、仙人桥、悬镜山、龙塘湖。新晃侗族自治县的主要人文景点有：石凉亭、晃州风雨桥、三拱桥、镇江阁、龙溪古城。新晃侗族自治县的主要佛寺是：松林寺、燕来寺、飞山庙。新晃侗族自治县的主要道观是：灶王宫、万寿宫、玉皇阁。

## 特产

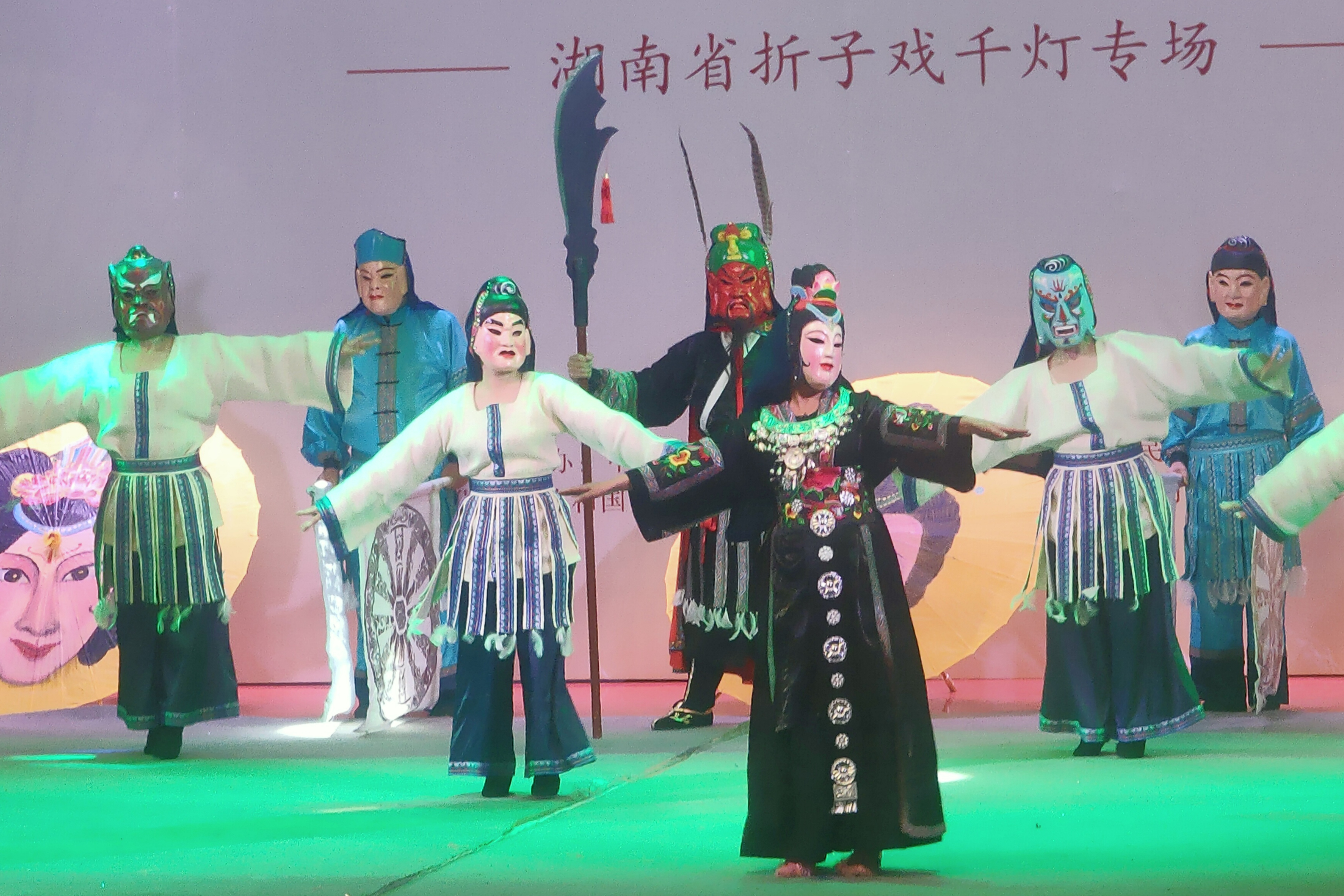
侗族傩戏《古城会》

新晃牛肉：中国地理标志产品。

## 出身名人
- 曹玉清，中国人民解放军开国少将。
- 王建伟，中国人民解放军中将。
- 吴刚，中国共产党第十九届中央委员会候补委员，现任中共毕节市委书记。
- 杨尚真，怀化市中医医院国医堂主任，第十三届全国人民代表大会湖南地区代表。